# Olympische Sommerspiele 2004/Teilnehmer (Ecuador)
| Gelbes Symbol für Goldmedaillen mit stilisierten Olympischen Ringen | Graues Symbol für Silbermedaillen mit stilisierten Olympischen Ringen | Braundes Symbol für Bronzemedaillen mit stilisierten Olympischen Ringen |
| ------------------------------------------------------------------- | --------------------------------------------------------------------- | ----------------------------------------------------------------------- |
| —                                                                   | —                                                                     | —                                                                       |

Ecuador nahm an den Olympischen Sommerspielen 2004 in Athen, Griechenland, mit einer Delegation von 16 Sportlern (elf Männer und fünf Frauen) teil.

## Teilnehmer nach Sportarten

### Boxen
- Patricio Calero
Halbfliegengewicht: 17. Platz

### Gewichtheben
- Julio Idrovo
Leichtgewicht: 11. Platz

- Alexandra Escobar
Frauen, Leichtgewicht: 7. Platz

### Judo
- Diana Maza
Frauen, Halbmittelgewicht: in der 1. Hoffnungsrunde ausgeschieden

- Carmen Chalá
Frauen, Schwergewicht: in der 2. Hoffnungsrunde ausgeschieden

### Leichtathletik
- Bayron Piedra
800 Meter: Vorläufe

- Silvio Guerra
Marathon: 61. Platz

- Franklin Tenorio
Marathon: 71. Platz

- Jackson Quiñónez
110 Meter Hürden: Viertelfinale

- Jefferson Pérez
20 Kilometer Gehen: 4. Platz
50 Kilometer Gehen: 12. Platz

- Rolando Saquipay
20 Kilometer Gehen: 17. Platz

- Xavier Moreno
20 Kilometer Gehen: disqualifiziert

- Sandra Ruales
Frauen, Marathon: 36. Platz

### Schießen
- Carmen Malo
Frauen, Luftpistole: 40. Platz
Frauen, Sportpistole: 36. Platz

### Schwimmen
- Julio Santos
50 Meter Freistil: 43. Platz

### Tennis
- Nicolás Lapentti
Einzel: 33. Platz